# Provincia Biella
Biella este o provincie în regiunea Piemont în Italia.

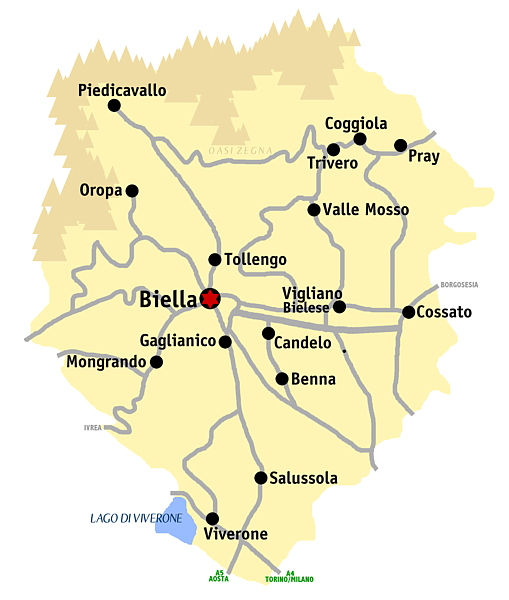
Harta provinciei Biella